# Mathías Acuña
Mathías Alexander Acuña Maciel (Montevideo, 28 de noviembre de 1992-Ambato, 4 de enero de 2025) fue un futbolista uruguayo que jugó como delantero y su último equipo fue Mushuc Runa de la Serie A de Ecuador.

## Trayectoria
Mathías Acuña, nacido en el barrio Cerro Norte de Montevideo (Uruguay), tuvo una infancia marcada por el esfuerzo y la multifacética vida laboral. Antes de dedicarse al fútbol profesional, trabajó como repartidor y músico, actividades que realizó para apoyar a su familia.
Sus primeros pasos en el fútbol los dio en equipos de baby fútbol como Cerromar, Estrella del Sur y Sur 2000. A una edad temprana, su familia se trasladó al Barrio Sur, donde además de continuar con su pasión por el fútbol, desarrolló un interés por el básquetbol, deporte que practicó de manera paralela a su formación futbolística.
Ingresó a las divisiones inferiores de Liverpool, donde jugó en la Séptima División y compartió equipo con jugadores como Carlos Núñez. Posteriormente, pasó por Danubio y Boston River antes de unirse a El Tanque Sisley, club donde enfrentó limitaciones económicas que lo llevaron a entrenar en condiciones adversas. Sin embargo, gracias al apoyo de terceros, pudo continuar su carrera.
En la temporada 2012-13, formó parte de la plantilla de El Tanque Sisley en la Primera División de Uruguay. En esta temporada, hizo su debut en la máxima categoría el 17 de marzo de 2013, durante el Torneo Clausura, en un partido que su equipo perdió 0-1 contra River Plate de Montevideo. En aquel encuentro, ingresó como sustituto de Juan Marcarié en el minuto 83.
En la temporada 2013-14, Acuña disputó 15 partidos en la Primera División y anotó un gol. Durante el Torneo Apertura 2014, participó en ocho encuentros, aunque sin marcar. En enero de 2015 fue cedido al Central Español en la Segunda División bajo la dirección técnica de Luis "Ronco" López. Allí jugó 15 partidos en el Clausura 2015 y marcó un gol.
Regresó a El Tanque Sisley para la temporada 2015-16, aunque estuvo cedido brevemente en Villa Española a partir del 9 de septiembre de 2015. Una vez de vuelta en El Tanque, disputó 18 partidos de Primera División, anotando tres goles. Sin embargo, el equipo descendió al final de la temporada. En la campaña 2016, en la Segunda División, jugó diez partidos y marcó dos goles, contribuyendo a que el club lograra el campeonato y retornara a la Primera División.
En enero de 2017, fue fichado por C.A. Fénix, también de la Primera División. En este club destacó por su capacidad goleadora, lo que le permitió consolidarse como delantero.
En julio de 2024, se incorporó a Mushuc Runa de Ecuador. Durante su estadía, disputó 15 partidos en la LigaPro y anotó ocho goles, siendo una pieza clave en la clasificación del equipo a la Copa Sudamericana 2025.

## Fallecimiento
En diciembre de 2024, Acuña fue denunciado por violencia de género por su expareja, lo que llevó a la imposición de una tobillera electrónica por parte de la justicia ecuatoriana.
El 4 de enero de 2025 fue hallado muerto en la habitación de un hotel de Ambato (Ecuador). Se reveló que la causa de la muerte fue suicidio.

## Estadísticas

### Clubes
Actualizado al último partido disputado el 1 de diciembre de 2024.
| Club                           | Div.          | Temporada     | Liga  | Liga  | Copas nacionales | Copas nacionales | Copas internacionales | Copas internacionales | Total | Total |
| Club                           | Div.          | Temporada     | Part. | Goles | Part.            | Goles            | Part.                 | Goles                 | Part. | Goles |
| ------------------------------ | ------------- | ------------- | ----- | ----- | ---------------- | ---------------- | --------------------- | --------------------- | ----- | ----- |
| El Tanque Sisley · Uruguay     | 1.ª           | 2012-13       | 1     | 0     | —                | —                | —                     | —                     | 1     | 0     |
| El Tanque Sisley · Uruguay     | 1.ª           | 2013-14       | 15    | 1     | —                | —                | —                     | —                     | 15    | 1     |
| El Tanque Sisley · Uruguay     | 1.ª           | 2014-15       | 8     | 0     | —                | —                | —                     | —                     | 8     | 0     |
| El Tanque Sisley · Uruguay     | Total club    | Total club    | 24    | 1     | 0                | 0                | 0                     | 0                     | 24    | 1     |
| Central Español · Uruguay      | 2.ª           | 2014-15       | 15    | 1     | —                | —                | —                     | —                     | 15    | 1     |
| Central Español · Uruguay      | Total club    | Total club    | 15    | 1     | 0                | 0                | 0                     | 0                     | 15    | 1     |
| El Tanque Sisley · Uruguay     | 1.ª           | 2015-16       | 18    | 3     | —                | —                | —                     | —                     | 18    | 3     |
| El Tanque Sisley · Uruguay     | 2.ª           | 2016          | 10    | 2     | —                | —                | —                     | —                     | 10    | 2     |
| El Tanque Sisley · Uruguay     | Total club    | Total club    | 28    | 5     | 0                | 0                | 0                     | 0                     | 28    | 5     |
| C.A. Fénix · Uruguay           | 1.ª           | 2017          | 32    | 6     | —                | —                | —                     | —                     | 32    | 6     |
| C.A. Fénix · Uruguay           | 1.ª           | 2018          | 32    | 7     | —                | —                | —                     | —                     | 32    | 7     |
| C.A. Fénix · Uruguay           | 1.ª           | 2019          | 15    | 4     | —                | —                | —                     | —                     | 15    | 4     |
| C.A. Fénix · Uruguay           | Total club    | Total club    | 79    | 17    | 0                | 0                | 0                     | 0                     | 79    | 17    |
| Liverpool · Uruguay            | 1.ª           | 2019          | 18    | 3     | —                | —                | —                     | —                     | 18    | 3     |
| Liverpool · Uruguay            | Total club    | Total club    | 18    | 3     | 0                | 0                | 0                     | 0                     | 18    | 3     |
| Montevideo Wanderers · Uruguay | 1.ª           | 2020          | 21    | 4     | —                | —                | —                     | —                     | 21    | 4     |
| Montevideo Wanderers · Uruguay | Total club    | Total club    | 21    | 4     | 0                | 0                | 0                     | 0                     | 21    | 4     |
| A E. Larissas · Grecia         | 1.ª           | 2020-21       | 17    | 4     | 3                | 0                | —                     | —                     | 20    | 4     |
| A E. Larissas · Grecia         | 2.ª           | 2021-22       | 17    | 5     | —                | —                | —                     | —                     | 17    | 5     |
| A E. Larissas · Grecia         | Total club    | Total club    | 34    | 9     | 3                | 0                | 0                     | 0                     | 37    | 9     |
| C.A. Atenas · Uruguay          | 2.ª           | 2022          | 16    | 4     | —                | —                | —                     | —                     | 16    | 4     |
| C.A. Atenas · Uruguay          | Total club    | Total club    | 16    | 4     | 0                | 0                | 0                     | 0                     | 16    | 4     |
| C.A. Rentistas · Uruguay       | 1.ª           | 2022          | 15    | 4     | —                | —                | —                     | —                     | 15    | 4     |
| C.A. Rentistas · Uruguay       | Total club    | Total club    | 15    | 4     | 0                | 0                | 0                     | 0                     | 15    | 4     |
| Boston River · Uruguay         | 1.ª           | 2023          | 13    | 3     | —                | —                | 4                     | 1                     | 17    | 4     |
| Boston River · Uruguay         | Total club    | Total club    | 13    | 3     | 0                | 0                | 0                     | 0                     | 17    | 4     |
| PAS Lamia 1964 · Grecia        | 1.ª           | 2023-24       | 15    | 3     | 1                | 0                | —                     | —                     | 16    | 3     |
| PAS Lamia 1964 · Grecia        | Total club    | Total club    | 15    | 3     | 1                | 0                | 0                     | 0                     | 16    | 3     |
| C.A. Fénix · Uruguay           | 1.ª           | 2024          | 16    | 4     | —                | —                | —                     | —                     | 16    | 4     |
| C.A. Fénix · Uruguay           | Total club    | Total club    | 16    | 4     | 0                | 0                | 0                     | 0                     | 16    | 4     |
| Mushuc Runa · Ecuador          | 1.ª           | 2024          | 15    | 8     | 4                | 0                | —                     | —                     | 19    | 8     |
| Mushuc Runa · Ecuador          | Total club    | Total club    | 15    | 8     | 4                | 0                | 0                     | 0                     | 19    | 8     |
| Total carrera                  | Total carrera | Total carrera | 309   | 66    | 8                | 0                | 4                     | 1                     | 321   | 67    |
| 1. 2.                          |               |               |       |       |                  |                  |                       |                       |       |       |

## Palmarés

### Campeonatos nacionales
| Título                      | Club             | País    | Año  |
| --------------------------- | ---------------- | ------- | ---- |
| Segunda División de Uruguay | El Tanque Sisley | Uruguay | 2016 |